# Feigum

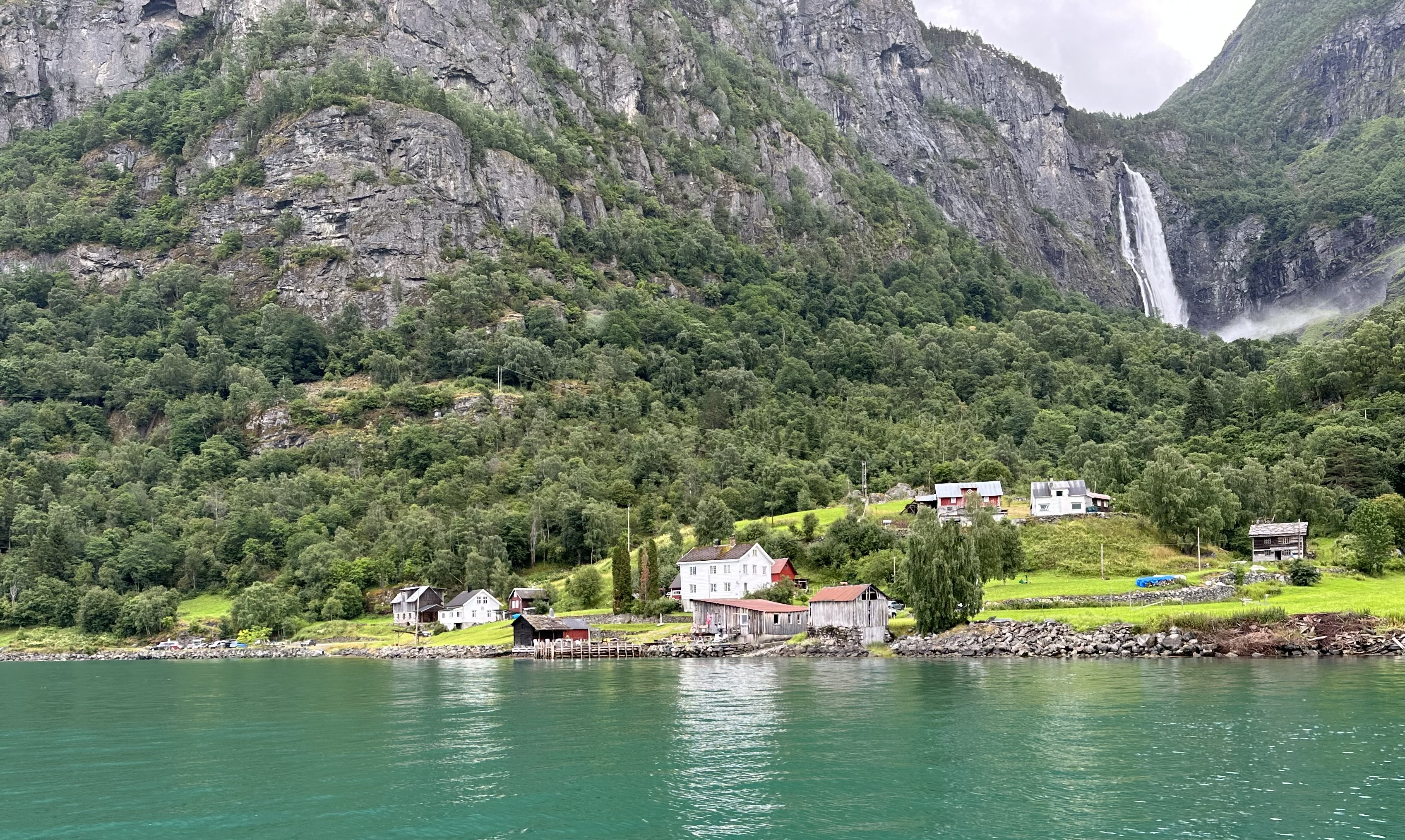
Blick von Westen auf Feigum, 2023

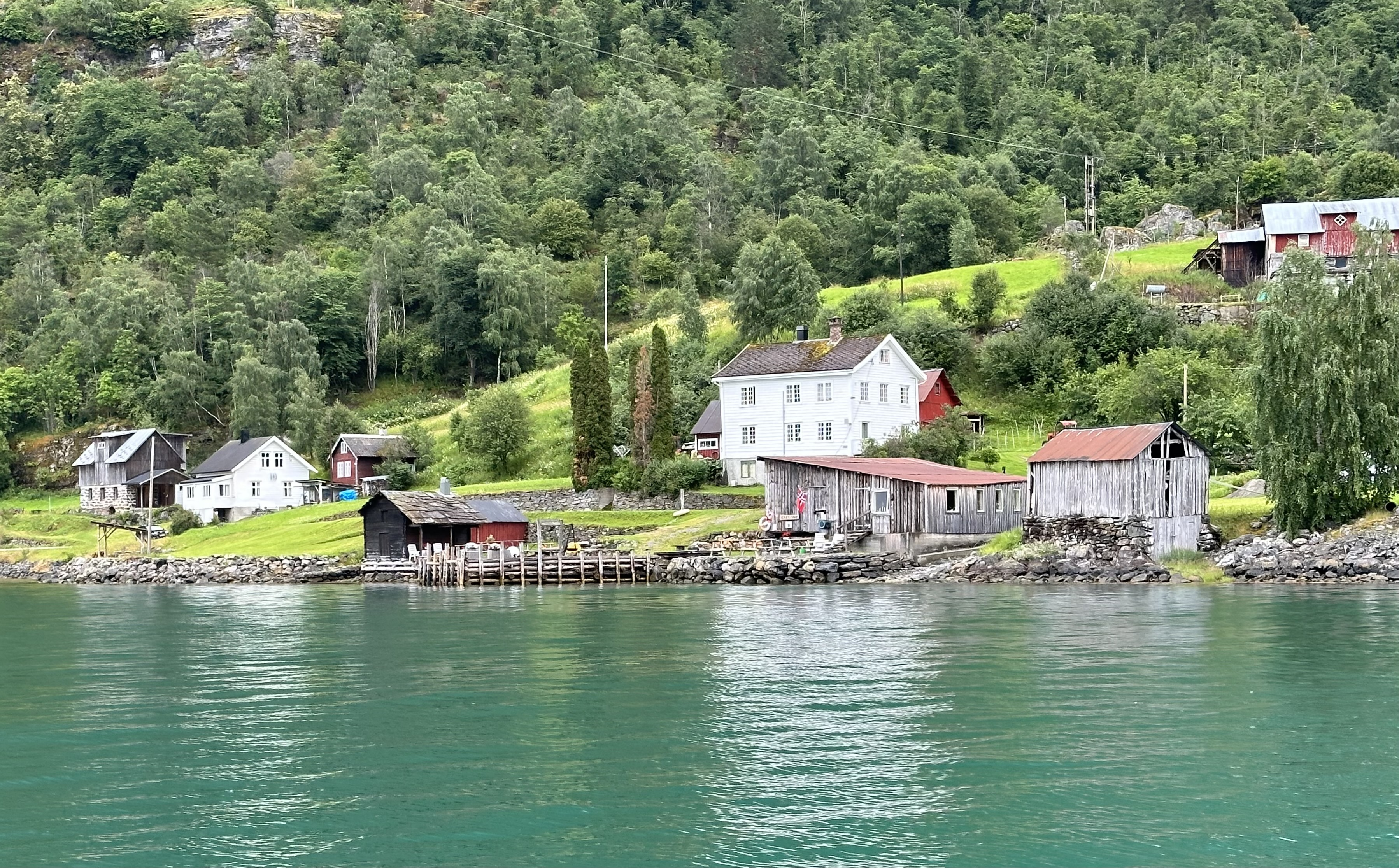
Ortslage

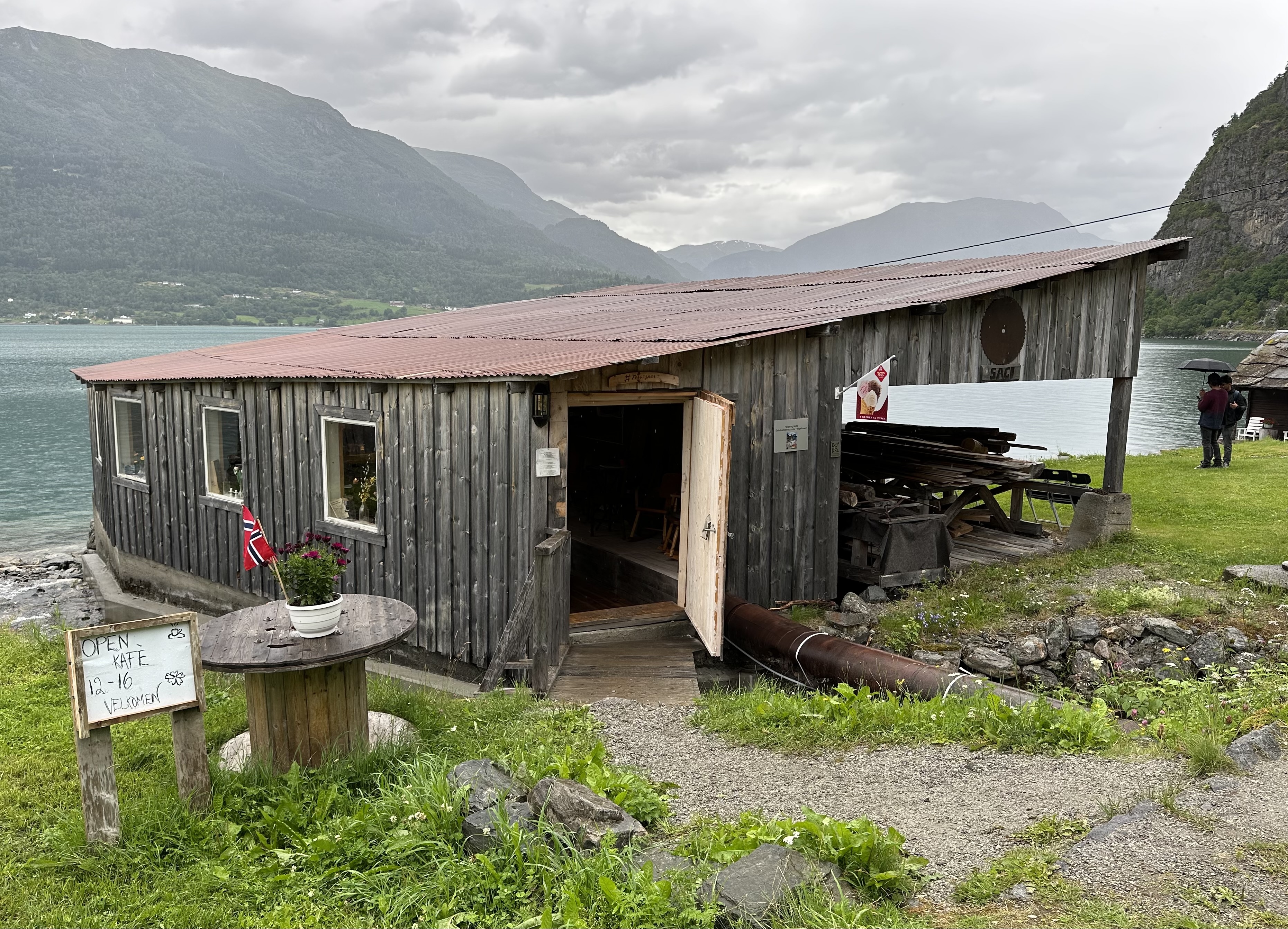
Cafe in Feigum, 2023

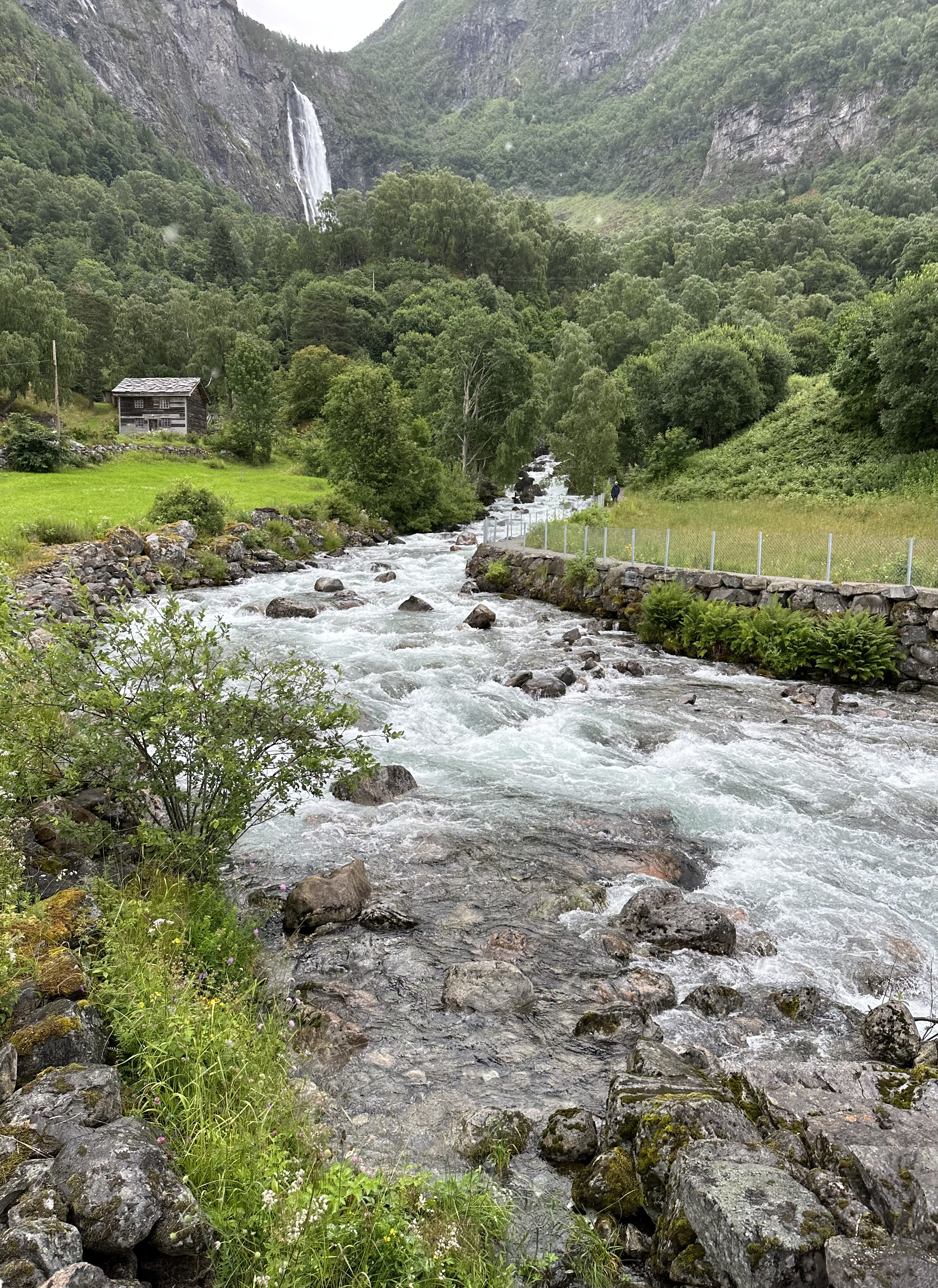
Feigeelvi in Feigum

Feigum, auch Feigom, ist eine Siedlung am Lusterfjord in der norwegischen Gemeinde Luster in der Provinz Vestland.

## Lage
Feigum liegt am Ostufer des Fjords, in den in der Ortslage der Feigeelvi einmündet. Der Bach stürzt östlich oberhalb des Orts als Wasserfall Feigefossen vom umgebenden Gebirgszug. Zum Fuß des bekannten Wasserfall führt aus der Ortslage heraus eine steiler Wanderweg hinauf. Am Fjordufer entlang verläuft die Straße Fv 331, die nördlich über Sørheim nach Skjolden und im Süden über Kroken und Ornes nach Kinsedalen führt. Nordöstlich von Feigum befindet sich die Bucht Sagaviki, südwestlich Havhellebukti. Auf der gegenüberliegenden Seite des Fjords mündet etwas weiter südlich der Gaupnefjord ein.
Im Ort besteht ein Bootsanleger sowie ein Cafe.

## Geschichte und Ortsbild
Die Wasserkraft des Feigeelvi wurde in der Vergangenheit zum Betrieb einer Mühle und einer Sägemühle genutzt. Darüber hinaus bestand auch eine Schmiede. In Feigum sind Gebäude aus dem 18. und 19. Jahrhundert erhalten, die das Erscheinungsbild der Ortschaft prägen. Die Anlage gilt als Dokument des Beginns des Industriezeitalters. Die Sägemühle aus dem 18. Jahrhundert wurde im 20. Jahrhundert umgebaut. Ab den 1970er Jahren standen viele der Gebäude leer und verfielen. Ein Abriss war vorgesehen, auf private Initiative konnten die Gebäude jedoch saniert und erhalten werden.
Bedingt durch die pittoreske Lage unterhalb des Wasserfalls ist Feigum ein häufiges Motiv auf Zeichnungen und Gemälden bekannter Maler.

## Persönlichkeiten
Ab 1829 gehörte durch Heirat ein größerer Teil Feigums dem Laienprediger Hans Feigum (1797–1873), der den Feigianismus begründete. In den 1830er Jahren nahm sein Hof den Charakter einer Prophetenschule an. Schüler praktizierten auf dem Gelände tagsüber asketische und spirituelle Übungen, abends traf man sich auf dem Dachboden der großen Mühle in Feigum.